# Célula polar

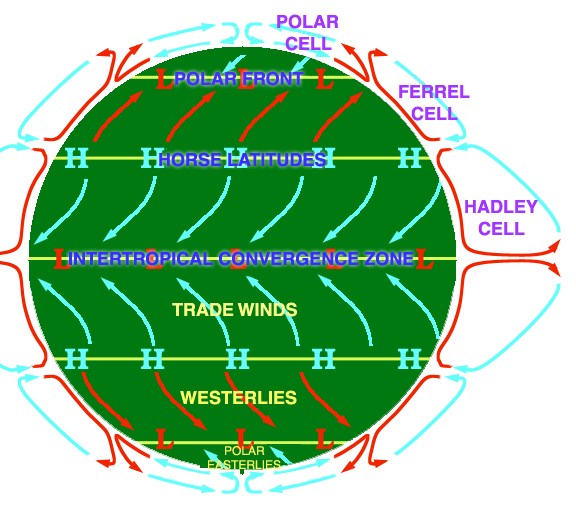
Vista idealizada de las tres células de circulaión.

Una célula polar es una vasta región de la atmósfera terrestre con marcada circulación atmosférica, que se encuentra en general sobre alguna de las dos regiones polares de la Tierra, entre latitudes de 60° hasta 90°. Las células polares son parte de un conjunto dinámico de la atmósfera compuesto además por las células de Hadley y las de Ferrel.

## Mecanismo
Las celdas polares son producidas por el aire frío de los polos, que genera uno o varios anticiclones permanentes polares -o centros de alta presión- que desplazan masas de aire frío superficial hacia los centros de baja presión -o ciclones- subpolares.
Sobre las regiones ártica y antártica, el aire se eleva, diverge y viaja hacia los polos. Una vez que se encuentra encima de estos, el aire se hunde y forma las zonas polares de altas presiones. En la superficie el aire diverge hacia fuera de esas zonas polares de altas presiones, con un consiguiente desplazamiento hacia latitudes más bajas. Los vientos superficiales de la célula polar son vientos del este en el hemisferio norte y en el hemisferio sur.